# Rio Chattooga
O Rio Chattooga  é um rio dos Estados Unidos, situado nos montes Apalaches (Appalachian), passando pela divisa dos estados da Carolina do Sul e Geórgia. O Chattooga tem em suas margens dois parques, a leste o Sumter e a oeste o Chattahoochee.

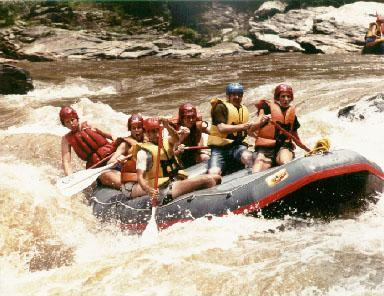
No rio Chattooga faz-se rafting.

Neste rio foram filmadas cenas de Deliverance (br: Amargo pesadelo / pt: Fim-de-semana alucinante) um filme norte-americano de 1972 dirigido por John Boorman.